# جيوفري رافائيل
جيوفري رافائيل (10 يناير 1910 - 12 يونيو 1986) (بالإنجليزية: Geoffrey Raphael)‏ هو لاعب كريكت بريطاني (وحمل سابقاً جنسية المملكة المتحدة لبريطانيا العظمى وأيرلندا).